# Always Tomorrow
Always Tomorrow — четвёртый студийный альбом американского рок-дуэта Best Coast, изданный 21 февраля 2020 года на лейбле Concord Music Group
Это первый студийный альбом группы за последние пять лет. Выходу альбома предшествовали синглы «For the First Time», «Everything Has Changed» и «Different Light». В феврале 2020 года группа начала тур в поддержку альбома.
Пластинка получила смешанные и умеренные отзывы музыкальных критиков.

## История
Бетани Косентино рассказала, что после завершения работы над альбомом California Nights и гастрольных обязательств она почувствовала себя «творчески парализованной. Я не могла писать музыку. Внутри меня столько всего бурлило, столько всего происходило, столько всего нужно было переработать, но я не могла ничего из этого выплеснуть, и считала, что „ничего никогда не изменится“. Позже она заставила себя писать, придумав песню „Everything Has Changed“, и назвала альбом „историей о том, где я была и где я сейчас, а также о борьбе, которую я все ещё учусь распознавать и понимать“. […] Этот альбом о том, как выйти из тьмы к свету, но при этом понять, что ничто и никогда не будет идеальным». Косентино также стала трезвенницей и начала «процесс восстановления и ухода за собой», что нашло отражение во многих текстах альбома.

## Отзывы
| Оценки критиков      | Оценки критиков |
| Источник             | Оценка          |
| -------------------- | --------------- |
| AllMusic             | [ 5 ]           |
| Consequence of Sound | B+              |
| Pitchfork            | 6.5/10          |
| Rolling Stone        | [ 8 ]           |

Альбом получил смешанные отзывы музыкальной критики и интернет-изданий. Тим Сендра из AllMusic отметил «удручающую однотипность лирики», обнаружив, что Косентино повторяет одну и ту же тему — «изменения, через которые она прошла» — в каждой песне, и что есть только намёки на «позитивное направление» или изменения в её «вокальном стиле, который она использует, чтобы передать каждое самозабвенное наблюдение». Ариэль Гордон из Pitchfork, напротив, написала, что альбом «демонстрирует расширяющийся диапазон Косентино как вокалистки и автора песен» и что именно «музыкальность Косентино и её умение разбираться в мелодиях не позволяют этим песням превратиться в пустой звук».

## Список композиций
| №                   | Название                 | Автор(ы)                           | Длительность |
| ------------------- | ------------------------ | ---------------------------------- | ------------ |
| 1.                  | «Different Light»        | Bethany Cosentino                  | 3:12         |
| 2.                  | «Everything Has Changed» | Costentino                         | 3:33         |
| 3.                  | «For the First Time»     | Cosentino                          | 3:38         |
| 4.                  | «Graceless Kids»         | Bobb Bruno Cosentino               | 3:09         |
| 5.                  | «Wreckage»               | Bruno Cosentino                    | 3:24         |
| 6.                  | «Rollercoaster»          | Cosentino                          | 3:50         |
| 7.                  | «Master of My Own Mind»  | Cosentino                          | 3:16         |
| 8.                  | «True»                   | Cosentino                          | 3:19         |
| 9.                  | «Seeing Red»             | Cosentino                          | 3:50         |
| 10.                 | «Make It Last»           | Bruno Cosentino Carlos de la Garza | 3:47         |
| 11.                 | «Used to Be»             | Bruno Cosentino                    | 4:30         |
| Общая длительность: | Общая длительность:      | Общая длительность:                | 39:28        |

## Чарты
| Чарт (2020)                           | Высшая позиция |
| ------------------------------------- | -------------- |
| США (Billboard Top Album Sales)       | 37             |
| США (Billboard Top Tastemaker Albums) | 15             |